# Мемориал Вечной Славы (Пирятин)
Мемориал Вечной Славы — памятник, который построен в городе Пирятине Полтавской области для увековечивания памяти солдат, защищавших город во время Великой Отечественной войны. Мемориал открылся 18 сентября 1978 года.

## История
Торжественное открытие мемориала Вечной Славы в городе Пирятине Полтавской области состоялось 18 сентября 1978 года. Это событие было приурочено к тридцатипятилетию с момента освобождения города Пирятина от немецко-фашистских захватчиков. Мемориал решили разместить на площади Карла Маркса на территории городского сквера. В других источниках указано, что мемориал был размещен на площади Борцов Революции, которая позже получила другое название и была переименована в площадь Героев Майдана.
Авторами и создателями мемориала Вечной славы стали архитектор В. Г. Гнездилов и скульптор Л. М. Кулябко-Корецкая. Над двумя братскими могилами возвышается семнадцатиметровый гранитный обелиск. По обе стороны от него установлены бронзовые барельефы. Один из таких барельефов содержит изображение красногвардейцев, рабочих и крестьян с оружием, которые защищает власть.
Возле мемориала Славы 22 июня проходят поминальные мероприятия, связанные с событиями Второй мировой войны.
Мемориал Вечной Славы находится в самом центре города.
Возле мемориала проводится памятное мероприятие «Уважаем живых, помним о погибших», которое организовывается для детей с целью воспитания в них патриотического духа.